# Kuroda Nagatomo

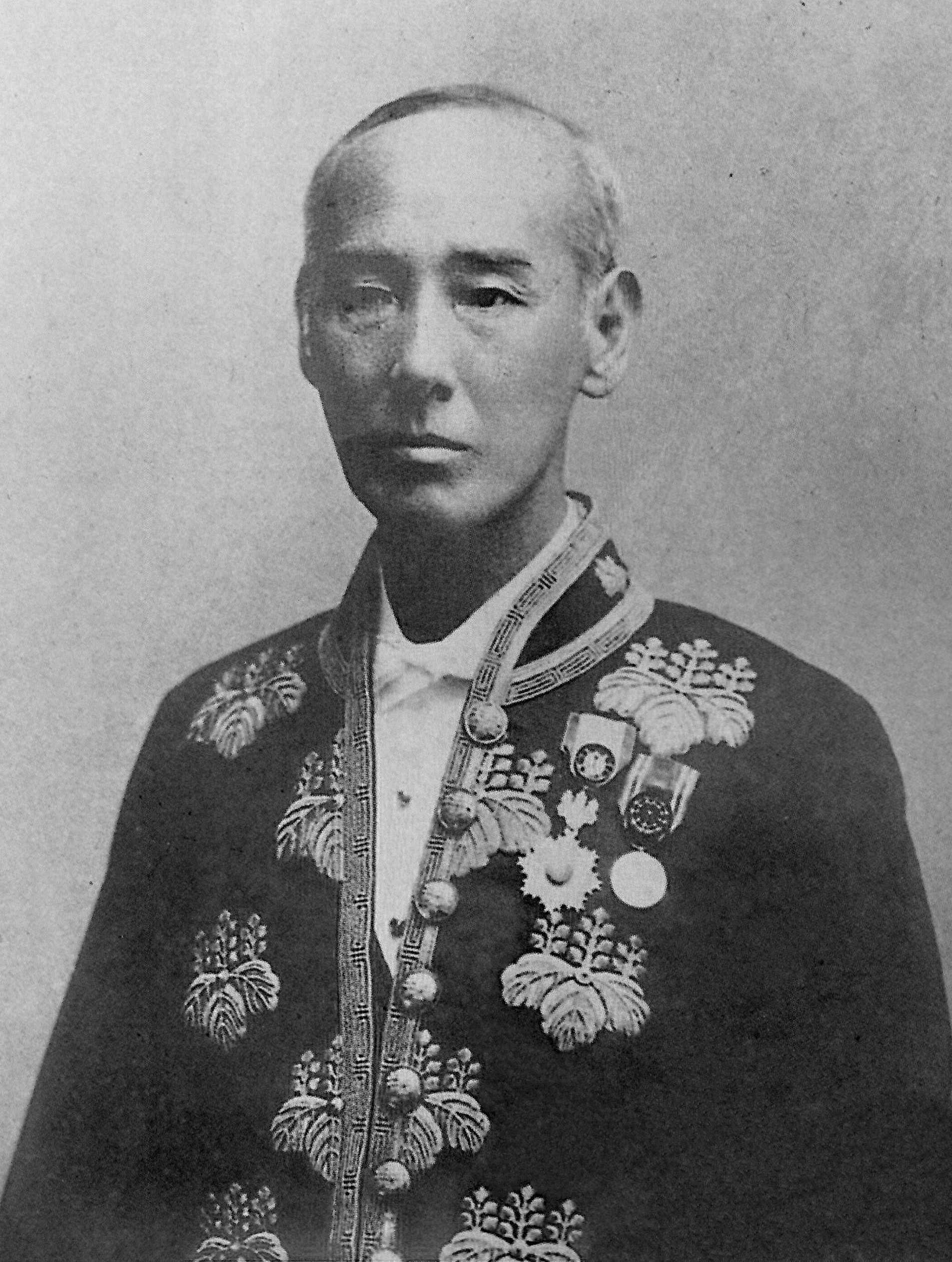
Kuroda Nagatomo

Kuroda Nagatomo (japanisch 黒田 長知; geboren 2. Februar 1839 in Edo (Provinz Musashi); gestorben 7. Januar 1902) war ein japanischer Daimyō und Unternehmer.

## Leben und Wirken
Kuroda Nagatomo wurde als zweiter Sohn des Daimyō Tōdō Takayuki (藤堂高猷; 1813–1895) in dessen Residenz in Edo, dem heutigen Tokio, geboren. 1848 wurde er als Nachfolger von Daimyō Kuroda Nagahiro (黒田長溥, 1811–1887) adoptiert. Er änderte bei dieser Gelegenheit seinen Namen in Nagatomo.
Nach dem politischen Zwischenfall vom 18. August 1863 ging Kuroda an Stelle seines erkrankten Adoptivvaters nach Kyōto, wo er Straferlass für den Chōshū-han und nun eine Zusammenarbeit von Hof und Shogunat (公武合体, Kōbu gattai) erreichte. 1866 ging er im Zusammenhang mit der 2. Strafexpedition gegen den Chōshū-han wieder nach Kyōto und begann auf der Burg Nijō Beratungen über die Förderung der nationalen Angelegenheiten.
Nach der Meiji-Restauration wurde Kurada 1870 11. Chef des Hauses. Im gleichen Jahr wurde er, nach Rückgabe der Lehen an den Kaiser (版籍奉還, Hanseki hōkan) Gouverneur des Han. Im Boshin-Krieg verloren die Truppen, die er entsandt hatte, bei ihrem Einsatz gegen die Shogunatstreuen Verbände. 1871 reiste er mit der Iwakura-Mission in die USA, wo er sich weiterbildete.
Später wurde er durch Vermittlung von Kaneko Kentarō, einem der Verfasser der japanischen Verfassung, den er von der Iwakura-Mission kannte, Geschäftsführer des Unternehmens „Mitsui gomei kaisha“ (三井合名会社).